# Lasioglossum kumejimense
Lasioglossum kumejimense är en biart som först beskrevs av Matsumura och Tohru Uchida 1926.  Lasioglossum kumejimense ingår i släktet smalbin, och familjen vägbin. Inga underarter finns listade i Catalogue of Life.